# Wintzenheim
Wintzenheim (Winzenheim in tedesco) è un comune francese di 7 933 abitanti situato nel dipartimento dell'Alto Reno nella regione del Grand Est.
Nel suo territorio scorre il fiume Fecht, e si trova a 7 a sud-ovest di Colmar.

## Società

### Evoluzione demografica
Abitanti censiti